# Bulandshahr (miasto)
Bulandshahr (hindi बुलन्दशहर) – miasto w północnych Indiach w stanie Uttar Pradesh, na Nizinie Hindustańskiej.
Populacja miasta w 2001 roku wynosiła 176 256 mieszkańców.